# Olaf Mörke
Olaf Mörke (* 14. März 1952 in Weilburg) ist ein deutscher Historiker.

## Leben und Wirken
Olaf Mörke studierte von 1970 bis 1976 an der Philipps-Universität Marburg die Fächer Geschichte, Politische Wissenschaft und Pädagogik. Im Jahre 1976 erfolgte das Erste Staatsexamen. Bei Thomas Klein wurde er 1983 promoviert mit der Arbeit Rat und Bürger in der Reformation. Soziale Gruppen und kirchlicher Wandel in den welfischen Hansestädten Lüneburg, Braunschweig und Göttingen. Im Jahr 1994 habilitierte er sich über das Thema ‘Stadtholder’ oder ‘Staetholder’? Die Funktion des Hauses Oranien und seines Hofes in der politischen Kultur der Republik der Vereinigten Niederlande im 17. Jahrhundert. Von 1986 bis 1996 war Mörke als wissenschaftlicher Mitarbeiter,  wissenschaftlicher Assistent und Oberassistent an der Universität Gießen tätig. Von 1996 bis 2018 lehrte er als Professor Geschichte der frühen Neuzeit an der Christian-Albrechts-Universität zu Kiel. Dort war er von 2002 bis 2010 Sprecher des Graduiertenkollegs „Imaginatio borealis“. Von 2011 bis 2012 war er Gastwissenschaftler (Guest Scholar) am Centre for Transnational History der University of St Andrews. 
Mörkes Forschungsschwerpunkte sind die Sozialgeschichte der Reformation, die Stadtgeschichte, die Geschichte der frühneuzeitlichen Niederlande, der Vergleich republikanischer Politikkulturen im frühneuzeitlichen Europa und kollektive Identitäten. Mörke ist ein ausgewiesener Kenner der niederländischen Oranier-Dynastie. Er legte 2007 eine Biographie über Wilhelm von Oranien vor und lieferte damit einen Überblick über die politische Rolle Wilhelms und seine Bedeutung für die niederländische und europäische Geschichte.

## Schriften
Monografien
- Die Geschwistermeere. Eine Geschichte des Nord- und Ostseeraumes. Kohlhammer, Stuttgart 2015, ISBN 978-3-17-020427-0.
- Wilhelm von Oranien (1533–1584). Fürst und „Vater“ der Republik (= Kohlhammer-Urban-Taschenbücher. Bd. 609). Kohlhammer, Stuttgart 2007, ISBN 978-3-17-017669-0.
- Die Reformation. Voraussetzungen und Durchsetzung (= Enzyklopädie deutscher Geschichte. Bd. 74). Oldenbourg, München 2005, ISBN 3-486-55027-6.
- „Stadtholder“ oder „Staetholder“? Die Funktion des Hauses Oranien und seines Hofes in der politischen Kultur der Republik der Vereinigten Niederlande im 17. Jahrhundert (= Niederlande-Studien. Bd. 11). Lit, Münster 1997, ISBN 3-8258-2280-X (Zugleich: Gießen, Universität, Habilitations-Schrift, 1994).
- Rat und Bürger in der Reformation. Soziale Gruppen und kirchlicher Wandel in den welfischen Hansestädten Lüneburg, Braunschweig und Göttingen (= Veröffentlichungen des Instituts für Historische Landesforschung der Universität Göttingen. Bd. 19). Lax, Hildesheim 1983, ISBN 3-7848-3649-6 (Zugleich: Marburg, Universität, Dissertation, 1980/1981).

Herausgeberschaften
- mit Michael North: Die Entstehung des modernen Europa 1600–1900. (Vorträge des Fünften Salzau-Kolloquiums am 13. und 14. Mai 1996) (= Wirtschafts- und sozialhistorische Studien. Bd. 7). Böhlau, Köln u. a. 1998, ISBN 3-412-06097-6.